# The Adventures of Stevie V
I The Adventures of Stevie V erano un gruppo di musica dance inglese originario del Bedfordshire, autori di diverse hits internazionali tra la fine degli anni ottanta ed i primi anni novanta.

## Carriera
Il gruppo fu assemblato dal produttore Stevie Vincent, da cui il nome, e comprendeva la cantante Melody Washington e Mick Walsh.
Il loro maggior successo fu il singolo "Dirty Cash (Money Talks)", una hit dance che raggiunse il 2º posto nella Official Singles Chart ed il 25° nella Billboard Hot 100 nel 1990. Il susseguente singolo "Jealousy" raggiunse il 2º posto nella classifica dance americana ad inizio 1991 e toccò il 95° nella Hot 100. I restanti singoli tratti dall'album invece non riuscirono ad entrare in classifica.
Nel 1993 Vincent con lo stesso pseudonimo pubblicò un secondo album dal titolo Satisfy Me, nel quale cantarono diversi ospiti quali le dive del soul Thelma Houston, Gwen Guthrie, Ruby Turner e Beverlei Brown. I singoli "Push 2 the Limit" e "Paradise" però non ebbero grande successo.
Attualmente Vincent insegna tecnologia musicale al Bedford College.
Dopo lo scioglimento dei "The Adventures of Stevie V", Mick Walsh - co-autore di "Dirty Cash (Money Talks)" - ebbe un altro successo nella musica dance, raggiungendo il 1º posto negli Stati Uniti con "Set Me Free" dei Clubland. Attualmente vive a New York e collabora con vari artisti tra i quali Freddie Bourne. Un remix di "Dirty Cash (Money Talks)" è stato pubblicato nel tardo 2009, mixato da Funk K ed intitolato "Dirty Cash 2009". Di "Dirty Cash" è stata fatta una cover dai Liberty X, che appare nel loro album X del 2005.
"Dirtee Cash", basato sull'originale "Dirty Cash" di Vincent e Walsh di cui contiene diversi campionamenti, fu anche il quarto singolo estratto dal quarto album di studio del rapper grime Dizzee Rascal, Tongue n' Cheek. Pubblicato digitalmente il 21 settembre 2009 dopo le hit "Holiday" e "Bonkers", fu il suo primo singolo da solista e raggiunse la 10ª posizione nella classifica britannica. Rascal dichiarò al The Sun che la canzone "riguarda il fatto che se tu non hai i soldi ma comunque li spendi, alla fine la vita ti presenterà il conto". Ai 2010 BRIT Awards, Florence Welch dei Florence and the Machine si esibì dal vivo con Dizzee Rascal per cantare un mash-up della sua "You've Got the Love" con "Dirtee Cash". Il mash-up, intitolato "You Got the Dirtee Love", fu pubblicato il 17 February 2010, il giorno dopo la performance ai BRIT Awards.

## Discografia

### Album
- 1990: Adventures of Stevie V
  - 1. "Dirty Cash (Sold Out Mix)"
  - 2. "Jealousy"
  - 3. "That's The Way It Is"
  - 4. "Butterfly Free"
  - 5. "Indecision"
  - 6. "Weekend"
  - 7. "Body Language"
  - 8. "Pride Before a Fall"
  - 9. "Moments in Time"
  - 10. "Hooked on the Groove"
  - 11. "Forbidden Fruit"
  - 12. "Sink or Swim"
  - 13. "Dirty Cash (Dime and Dollar Mix)"
- 1993: Satisfy Me
  - 1. "Paradise / Love It"
  - 2. "Push 2 the Limit / Wine Bar"
  - 3. "Home"
  - 4. "Reason Y"
  - 5. "Satisfy Me / A.O.S.V. Song"
  - 6. "Shame / Dance Master"
  - 7. "Prisoner of Ecstasy"
  - 8. "Willing"
  - 9. "Go Getter"
  - 10. "Fire of Life / Radio"
  - 11. "Real Good Feeling"

### Singoli
| 1989                                                         | "Dirty Cash (Money Talks)"             | 2  | 10 | 1  | 3 | 20 | 13 | 16 | 18 | 34 | 25 | 75 | 1 | Adventures of Stevie V |
| 1990                                                         | "Body Language"                        | 29 | 23 | 14 | — | —  | —  | —  | —  | 40 | —  | —  | — | Adventures of Stevie V |
| 1991                                                         | "Jealousy"                             | 58 | —  | —  | — | —  | —  | —  | —  | —  | 94 | —  | — | Adventures of Stevie V |
| 1991                                                         | "That's The Way It Is"                 | —  | —  | —  | — | —  | —  | —  | —  | —  | —  | —  | — | Adventures of Stevie V |
| 1993                                                         | "Push 2 the Limit"                     | —  | —  | —  | — | —  | —  | —  | —  | —  | —  | —  | — | Satisfy Me             |
| 1994                                                         | "Paradise"                             | —  | —  | —  | — | —  | —  | —  | —  | —  | —  | —  | — | Satisfy Me             |
| 1997                                                         | "Dirty Cash (Money Talks) '97" (remix) | 69 | —  | —  | — | —  | —  | —  | —  | —  | —  | —  | — | solo singolo           |
| "—" indica pubblicazioni non in classifica o non pubblicate. |                                        |    |    |    |   |    |    |    |    |    |    |    |   |                        |